# Zaffira Manfredi
Zaffira Manfredi (1449 – Forlì, 14 giugno 1473), fu signora consorte di Forlì.

## Biografia
Fu figlia di Taddeo Manfredi, signore di Imola e di Marsibilia Pio di Savoia, figlia di Galasso II Pio di Savoia, consignore di Carpi, e di Margherita d’Este. 
Il 27 maggio 1470 Zaffira sposa Pino III Ordelaffi, signore di Forlì. Egli era già vedovo di Barbara Manfredi, una cugina di Zaffira che però apparteneva al ramo di Faenza, famiglia con cui l'Ordelaffi era stato in lotta e che pareva potersi riavvicinare grazie al matrimonio. Con la morte di Barbara, però, ritornano gli attriti con la famiglia, che diffonde la diceria, mai del tutto dimostrata, ma nemmeno mai del tutto sopita che la giovane donna fosse stata avvelenata. 
Siccome Zaffira era cugina di Barbara era considerata affine e dunque non poteva avvenire il matrimonio con il signore di Forlì, se non con una dispensa papale che arriva, perché Pino è in buon rapporti con il papa.
Il 27 maggio, giorno del matrimonio, avviene un grande corteo fra la piazza e la chiesa della Trinità, con grande partecipazione di popolo. La sposa aveva ventuno anni ed è descritta come molto bella, con particolare enfasi sull'incarnato pallido. Il giorno dopo si indica una giostra, vinta dallo scudiero della signora, Biasetto dei Binni.
Con la giovane frequenta spesso la corte di Forlì anche la di lei madre, Marsibilia, che ufficialmente si reca spesso a Forlì per la salute malferma della ragazza, ma approfitta anche per ribadire una crescita di importanza del suo ramo familiare rispetto a quello del gruppo di Faenza, cui apparteneva la prima moglie di Pino.
Zaffira cade in disgrazia per le insinuazioni del conte Ghinolfo che, per vendicare la morte di un suo famiglio, tale Ciarpellone assassinato dal fratello di un servo di Zaffira, Domenico da Bagnara, convince Pino che Gasparino Stambazzi uomo di corte e consigliere di Zaffira, sia suo amante. Gasparino, avvelenato durante una cena, muore fra lunghe sofferenze, assistito da Zaffira, il che alimenta dicerie e le allontana ancora di più i favori del marito. La storia è raccontata da Leone Cobelli che riferisce poi anche della morte di Zaffira. Ella deperisce e cade ammalata, per poi morire il 14 giugno 1473, come successo alla prima moglie. Gli intrighi di corte fanno pensare a circostanze non chiare (le cronache insinuano sospetti di avvelenamento o di intossicazione dovuta a farmaci assunti contro la sterilità). Tuttavia pare difficile che ci sia stato un intervento del marito, sia per la documentata cattiva salute di lei, sia per il luogo scelto per la sepoltura, la chiesa di San Pellegrino, patrono contro la gangrena, che fa pensare alla possibilità che la giovane fosse affetta da una qualche forma tumorale. Non più esistente l'iscrizione che pure si tramanda fosse sulla sua tomba: Hic Zephira Ordelaphi coniunx pulcherrima Pini / atque e Manfredo sanguine nata iacet. / Rapta fuit quinto nondum circundata lustro / et lucem terris quam dabat ipsa tulit.
Pino III si sposa nuovamente nel 1475, per la terza volta, con Lucrezia di Gianfrancesco Pico della Mirandola.

## Ascendenza
|                                            |                               |                                                          | Genitori                                         |  |  | Nonni |  |  | Bisnonni                                  |  |  | Trisnonni                             |  |
|                                            |                               |                                                          |                                                  |  |  |       |  |  | Gian Galeazzo Manfredi, signore di Faenza |  |  | Astorre I Manfredi, signore di Faenza |  |
|                                            |                               |                                                          |                                                  |  |  |       |  |  | Gian Galeazzo Manfredi, signore di Faenza |  |  | Astorre I Manfredi, signore di Faenza |  |
|                                            |                               | Leta da Polenta                                          |                                                  |  |  |       |  |  | Gian Galeazzo Manfredi, signore di Faenza |  |  |                                       |  |
| Guidantonio Manfredi, signore di Faenza    |                               |                                                          |                                                  |  |  |       |  |  | Gian Galeazzo Manfredi, signore di Faenza |  |  |                                       |  |
|                                            |                               | Gentile Malatesta                                        | Galeotto I Malatesta, signore di Rimini e Cesena |  |  |       |  |  |                                           |  |  |                                       |  |
|                                            |                               | Gentile Malatesta                                        | Galeotto I Malatesta, signore di Rimini e Cesena |  |  |       |  |  |                                           |  |  |                                       |  |
|                                            |                               | Gentile Malatesta                                        | Gentile da Varano                                |  |  |       |  |  |                                           |  |  |                                       |  |
| Taddeo Manfredi, signore di Imola          |                               | Gentile Malatesta                                        |                                                  |  |  |       |  |  |                                           |  |  |                                       |  |
|                                            |                               | Niccolò Trincia Trinci, signore di Foligno               | Ugolino III Trinci, signore di Foligno           |  |  |       |  |  |                                           |  |  |                                       |  |
|                                            |                               | Niccolò Trincia Trinci, signore di Foligno               | Ugolino III Trinci, signore di Foligno           |  |  |       |  |  |                                           |  |  |                                       |  |
|                                            |                               | Niccolò Trincia Trinci, signore di Foligno               | Costanza Orsini                                  |  |  |       |  |  |                                           |  |  |                                       |  |
| Bianchina Trinci                           |                               | Niccolò Trincia Trinci, signore di Foligno               |                                                  |  |  |       |  |  |                                           |  |  |                                       |  |
|                                            |                               | Tora da Varano                                           | Rodolfo III da Varano, signore di Camerino       |  |  |       |  |  |                                           |  |  |                                       |  |
|                                            |                               | Tora da Varano                                           | Rodolfo III da Varano, signore di Camerino       |  |  |       |  |  |                                           |  |  |                                       |  |
|                                            |                               | Tora da Varano                                           | Elisabetta Malatesta                             |  |  |       |  |  |                                           |  |  |                                       |  |
| Zaffira Manfredi                           |                               | Tora da Varano                                           |                                                  |  |  |       |  |  |                                           |  |  |                                       |  |
|                                            | Marco I Pio, signore di Carpi | Giberto I Pio, signore di Carpi                          |                                                  |  |  |       |  |  |                                           |  |  |                                       |  |
|                                            | Marco I Pio, signore di Carpi | Giberto I Pio, signore di Carpi                          |                                                  |  |  |       |  |  |                                           |  |  |                                       |  |
|                                            | Marco I Pio, signore di Carpi | Bianca Casati                                            |                                                  |  |  |       |  |  |                                           |  |  |                                       |  |
| Galasso II Pio di Savoia, signore di Carpi | Marco I Pio, signore di Carpi |                                                          |                                                  |  |  |       |  |  |                                           |  |  |                                       |  |
|                                            |                               | Taddea de 'Roberti                                       | Cabrino de' Roberti, patrizio di Reggio Emilia   |  |  |       |  |  |                                           |  |  |                                       |  |
|                                            |                               | Taddea de 'Roberti                                       | Cabrino de' Roberti, patrizio di Reggio Emilia   |  |  |       |  |  |                                           |  |  |                                       |  |
|                                            |                               | Taddea de 'Roberti                                       | Margherita del Sale                              |  |  |       |  |  |                                           |  |  |                                       |  |
| Morsabilia Pio di Carpi                    |                               | Taddea de 'Roberti                                       |                                                  |  |  |       |  |  |                                           |  |  |                                       |  |
|                                            |                               | Niccolò III d'Este, marchese di Ferrara, Modena e Reggio | Alberto V d'Este, marchese di Ferrara e Modena   |  |  |       |  |  |                                           |  |  |                                       |  |
|                                            |                               | Niccolò III d'Este, marchese di Ferrara, Modena e Reggio | Alberto V d'Este, marchese di Ferrara e Modena   |  |  |       |  |  |                                           |  |  |                                       |  |
|                                            |                               | Niccolò III d'Este, marchese di Ferrara, Modena e Reggio | Isotta Albaresani                                |  |  |       |  |  |                                           |  |  |                                       |  |
| Margherita d'Este                          |                               | Niccolò III d'Este, marchese di Ferrara, Modena e Reggio |                                                  |  |  |       |  |  |                                           |  |  |                                       |  |
|                                            |                               | …                                                        | …                                                |  |  |       |  |  |                                           |  |  |                                       |  |
|                                            |                               | …                                                        | …                                                |  |  |       |  |  |                                           |  |  |                                       |  |
|                                            |                               | …                                                        | …                                                |  |  |       |  |  |                                           |  |  |                                       |  |
|                                            |                               | …                                                        |                                                  |  |  |       |  |  |                                           |  |  |                                       |  |